# فايلهايم أن در تك
فايلهايم أن در تك (بالألمانية: Weilheim an der Teck) هي مدينة وبلدة ألمانية تقع في Esslingen في ألمانيا. يقدر عدد سكانها بـ 9,640 نسمة .

## المدن التوأمة
مدينة نويشتات إن زاكسن هي مدينة توأمة لفايلهايم أن در تك.